# Emil Haller
Emil Haller (* 10. Oktober 1842 in Adelmannsfelden; † im November 1923) war ein württembergischer Oberamtmann.

## Leben
Haller, Sohn eines Arztes und evangelischer Konfession, studierte von 1866 bis 1870 Regiminalwissenschaft in Tübingen. Er war Mitglied der Studentenverbindung Landsmannschaft Ghibellinia Tübingen.
1870 trat er in die württembergische Innenverwaltung ein. Er leitete als Oberamtmann die Oberämter Crailsheim von 1878 bis 1882, Spaichingen von 1882 bis 1890 und Neckarsulm von 1890 bis 1909. 1900 erhielt er den Titel Regierungsrat. 1909 trat er in den Ruhestand.

## Ehrungen
- 1888: Ritterkreuz I. Klasse des Ordens vom Zähringer Löwen
- 1889: Ritterkreuz 1. Klasse des Friedrichs-Ordens
- 1898: Olga-Orden
- 1909: Ritterkreuz des Ordens der Württembergischen Krone